# 스즈키 카논
스즈키 카논(鈴木香音, 1998년 8월 5일 ~ )은 일본의 여성 아이돌 그룹 모닝구무스메。의 전 멤버.
프로듀서 층쿠♂에게서는「강력한 상냥함이 무기」로「건강이 남아 돌아 넘쳐 흐른다」라고 있어서 호평하였다.

## 약력
2011년
- 1월 2일, 나카노 선플라자에서 행해진「Hello! Project 2011 WINTER ~환영 신선축제~」에서, 약 9000명이 응모한「모닝구무스메。9기 멤버 오디션」에 합격해 모닝구무스메。제9기 멤버로 선택되었던 것이 발표되었다. (동기 후쿠무라 미즈키(모닝구 무스메리더), 이쿠타 에리나(모닝구 무스메서브리더), 사야시 리호(모닝구 무스메졸업생, 솔로))

2016년
- 2월 7일, 복지에 관련된 일을 하고 싶은 이유로 모닝구무스메。'16 봄 콘서트 투어 최종 공연을 마지막으로 모닝구무스메。'16 그리고 헬로! 프로젝트를 졸업하는 것을 발표[2].
- 5월 31일, 일본 무도관에서 행해진「모닝구무스메。'16 콘서트 투어 봄 ~EMOTION IN MOTION~」에서, 모닝구무스메。'16 및 헬로! 프로젝트를 동시 졸업. 졸업 후, 동시에 연예계 은퇴.

## 출연

### 텔레비전 드라마
- 수학♥여자학원 (2012년 1월 11일 ~ 3월 28일, 니혼테레비) - 오오츠카 메이 역

### 라디오
- 모닝구무스메。의 모닝 여학원 ~방과후 미팅~ (2012년 4월 7일 ~ 2016년 5월 21일, RF라디오닛폰)
- 모닝구무스메。'15 스즈키 카논의 언제든지! 카논 스마일 (2014년 12월 2일 ~ 2016년 5월 24일, CBC 라디오)

### DVD
- Greeting ~스즈키 카논~ (2011년 7월 30일) - e-LineUP! 한정 판매

### 뮤지컬
- 리본 ~생명의 오디션~ (2011년 10월 8일 ~ 17일, 전노제 홀 스페이스 제로) - 양귀비 역

### 영화
- 쉐어하우스 (2011년 11월 12일 공개)

## 서적

### 사진집
- 모닝구무스메。9 · 10기 1st official Photo Book (2012년 9월 10일, 와니북스)
- 아로하로! 모닝구무스메。9기 사진집 (2012년 12월 16일, 카도카와쇼텐)

## 참가 유닛
- 모닝구무스메。(2011년 ~ 2016년)